# Andy Gruenebaum
Andy Gruenebaum (Overland Park, 30 december 1982) is een Amerikaanse voormalig voetballer die speelde als doelman.

## Clubcarrière
Gruenebaum tekende in 2006 bij Columbus Crew. Op 20 mei 2006 maakte hij tegen DC United zijn MLS debuut. Hij verving doelman Jon Busch die met een blessure uitviel. In totaal speelde hij in 2006 in drie competitiewedstrijden. In 2007 trainde hij mee met het Engelse Blackburn Rovers. Onderhand bleef de speeltijd bij Columbus Crew gering totdat hij in 2012 dan eindelijk doorbrak. Hij verving de geblesseerde Will Hesmer en startte in drieëndertig competitiewedstrijden. Ook het jaar daarna bleef Gruenebaum een vaste kracht voor Columbus met eenentwintig basisplaatsen in de reguliere competitie. Op 16 december 2013 werd Gruenebaum naar Sporting Kansas City gestuurd inruil voor een keuze in de tweede ronde van de MLS SuperDraft 2016. Bij Sporting Kansas City werd hij tweede keuze achter doelman Eric Kronberg. Hij speelde in elf competitiewedstrijden voor Kansas City. Aan het einde van het seizoen werd zijn contract niet verlengd waarna hij via de MLS Re-Entry Draft terechtkwam bij San Jose Earthquakes. In plaats van hiervoor te gaan spelen, koos hij ervoor om te stoppen met voetballen.